# Koło Śpiewackie Moniuszko
Koło Śpiewackie Moniuszko – chór mieszany Cechu Rzemiosł Różnych w Śremie. 
Koło powstało w 1880 (założycielem był ks. Piotr Wawrzyniak). Zdobyło pierwsze miejsce podczas Przeglądu Chórów Rzemieślniczych w Obornikach, Złotą Odznakę Honorową z Wieńcem Laurowym Polskiego Związku Chórów i Orkiestr, a także złoty Medal im. Jana Kilińskiego.